# Philatelistische Arbeitsgemeinschaft Bergbau und Geowissenschaften
Die Philatelistische Arbeitsgemeinschaft Bergbau und Geowissenschaften e.V. (ArGe) ist eine Vereinigung von Philatelisten, die Briefmarken, Stempel, Belege und Dokumente der Fachgebiete Bergbau und Geowissenschaften sammeln und beschreiben. Ein Ziel dieser Sammeltätigkeit ist die Erstellung von Exponaten/Ausstellungsobjekten, die der Öffentlichkeit präsentiert und von Juroren bewertet werden. Solche Ausstellungen können im Bereich OPEN PHILATELY erfolgen, oder sie werden gewissen Ausstellungsklassen zugeordnet, z. B. Einrahmenexponate etc. Auch virtuelle Ausstellungen, d. h. die Präsentation im Internet sind mittlerweile möglich.
Die ArGe ist Mitglied im Bund Deutscher Philatelisten e.V. (BDPh) und war bis zu dessen Auflösung 2024 Mitglied im Verband Philatelistischer Arbeitsgemeinschaften (VPhA).

## Vereinsziele
Im Rahmen der thematischen Philatelie verfolgt die ArGe folgende Ziele:
- Information über einschlägiges Sammelgut und postalische Belege aller Art
- Neuheitenmeldungen für Vereinsmitglieder
- Motivphilatelistische Forschungsarbeit in den bearbeiteten Themenbereichen
- Beratung der Mitglieder beim Aufbau ausstellungsreifer Sammlungen
- Jugendarbeit und Nachwuchswerbung

## Geschichte
Der Verein wurde 1966 gegründet, 1975 kam es zur Bildung von zwei getrennten Motivgruppen, die jeweils eigene Mitteilungsblätter herausgaben
1. Bergbau, Erdöl und Geologie (Mitteilungsblatt Glückauf)
2. Mineralogie, Paläontologie, Geologie, Spelaeologie (Mitteilungsblatt Geologie)

2001 haben sich diese beiden Gruppen wieder zur heutigen ArGe Bergbau und Geowissenschaften vereint.
2002 erfolgte der Beitritt zum VPhA (Dachverband für spezialisierte Philatelie), 2003 wurde eine eigene Homepage freigeschaltet.
2005 wurde die ArGe als eingetragener Verein anerkannt.

## Sammelgebiete
Die ArGe befasst sich mit folgenden Sammelgebieten der thematischen Philatelie aus den Bereichen Bergbau und Geowissenschaften
- Bergbau
- Erdöl/Erdgas
- Geologie/Geophysik
- Mineralogie
- Prähistorie
- Höhlenmalerei
- Speläologie
- Paläontologie
- Paläoanthropologie

Für diese Themenbereiche gibt es zugeordnete Fachredakteure, die insbesondere die Neuerscheinungen philatelistischen Materials (Briefmarken, Stempel, Belege) zu dem jeweiligen Fachgebiet beobachten, zusammenfassen und im vereinsinternen Mitteilungsblatt beschreiben.

## Veröffentlichungen
Die ArGe gibt ein eigenes Mitteilungsblatt mit dem Namen „GLÜCKAUF“ heraus. Es erscheint 4 mal pro Jahr und ist für Mitglieder und im Einzelbezug erhältlich.

## Philatelistische Produkte und Dokumente
Philatelistische Produkte sind sowohl Postwertzeichen ausgegeben durch staatliche Stellen oder auf private Veranlassung als auch daraus zusammengestellte Folgeprodukte wie Briefe, Ganzsachen, Maximumkarten, Ersttagsbriefe u. a. m.
Neben den staatlich veranlassten Ausgaben gibt es mittlerweile auch eine große Zahl grenzwertiger Ausgaben von Marken (oft in Blockform mit hohen Nominalwerten) durch Länder, die solche Ausgaben als reine Einnahmequelle tätigen. Eine echte postalische Verwendung ist nicht primäres Ausgabeziel. Weiterhin gibt es auch nichtstaatliche Ausgaben ohne jegliche postalische Funktion, die man als Cinderellas bezeichnet, die aber dennoch auch sammelwürdig sein können, obwohl sie nur als Aufkleber verwendbar sind. Personalisierte Marken, also Markenausgaben staatlicher Stellen auf private Veranlassung in geringer Auflage zählen ebenso zu sammelwürdigen phil. Produkten.
Es lassen sich somit 4 wesentliche Kategorien definieren, zu denen im Folgenden typische Vertreter aufgelistet werden.
1. Postwertzeichen/Briefmarken als originäre Produkte
2. Belege aus Marken und ggfs. Stempeln abgeleitet
3. Stempel auf Marken und ggfs. Belegen
4. Dokumente und sonstige Objekte von postgeschichtlichem Interesse

## Briefmarken
Folgendes philatelistisches Material ist typisch für die von der ArGe bearbeiteten Bereiche Bergbau und Geowissenschaften. Exemplarisch sind hier entsprechende Marken-Ausgaben im Gebiet Deutschlands (BRD, DDR, Berlin) ab 1945 aufgelistet, es gibt aber weltweit eine Vielzahl entsprechender offizieller Markenausgaben.

### Bergbau

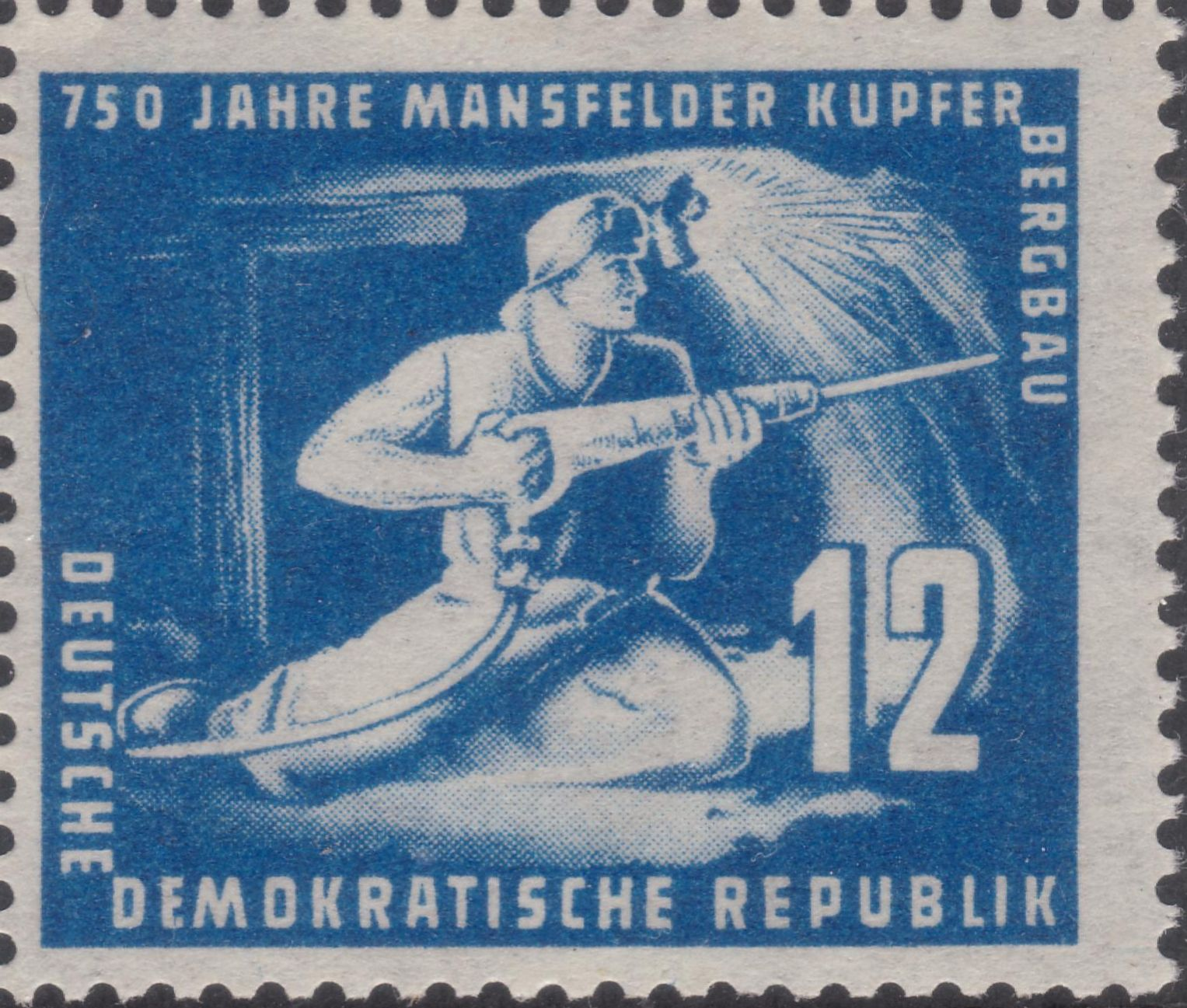
1950 750 Jahre Mansfelder Kupferschieferbergbau Bergmann mit Presslufthammer im Stollen
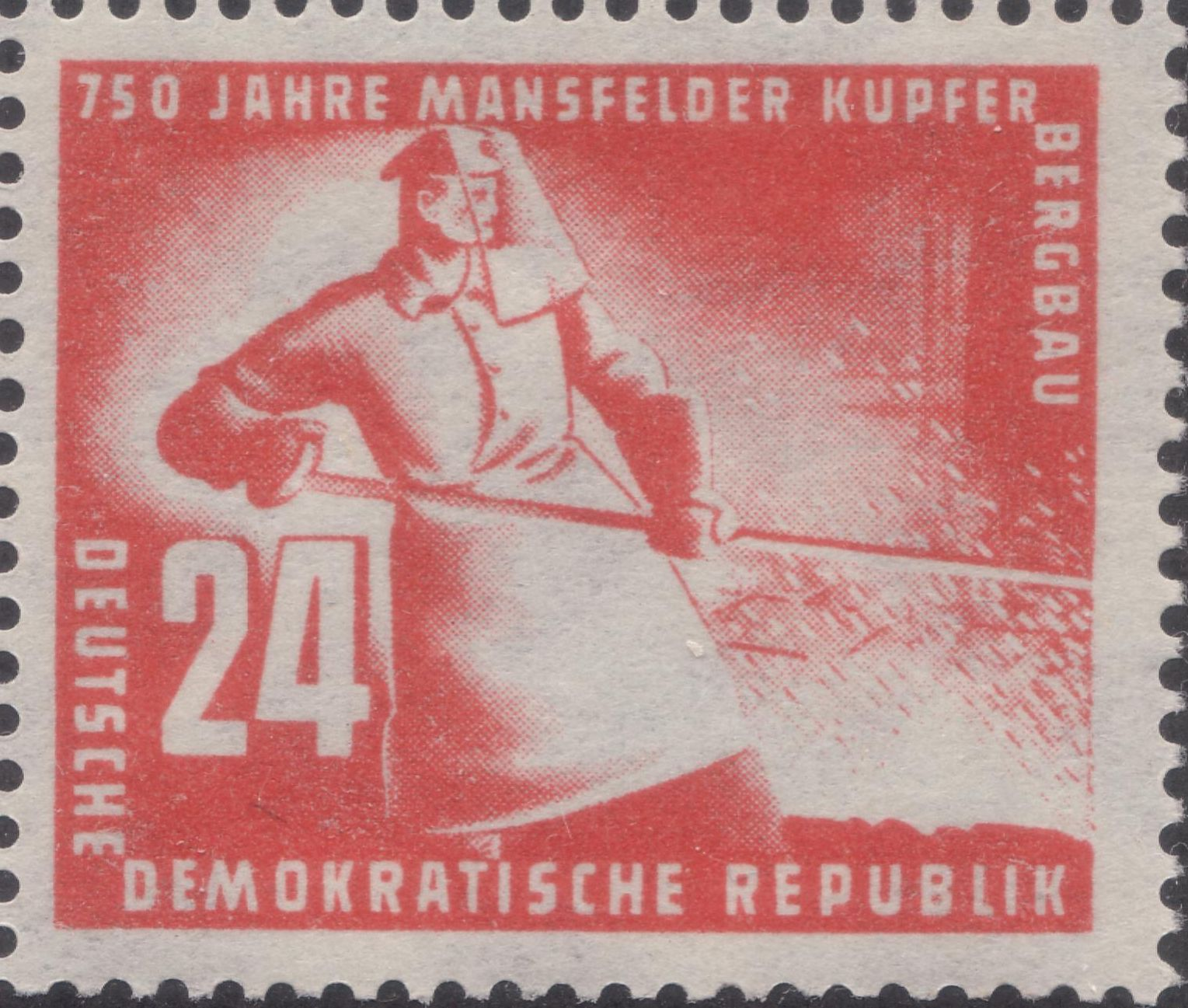
1950 750 Jahre Mansfelder Kupferschieferbergbau Gießer beim Abstich
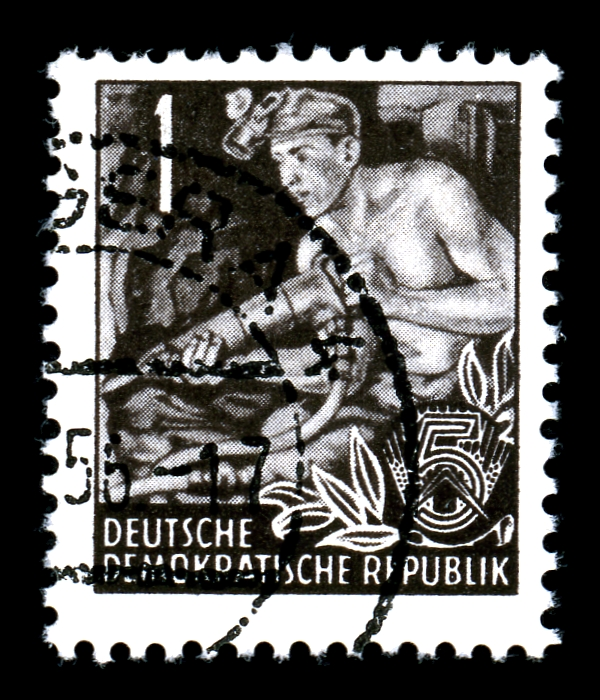
1953 Steinkohle, Hauer
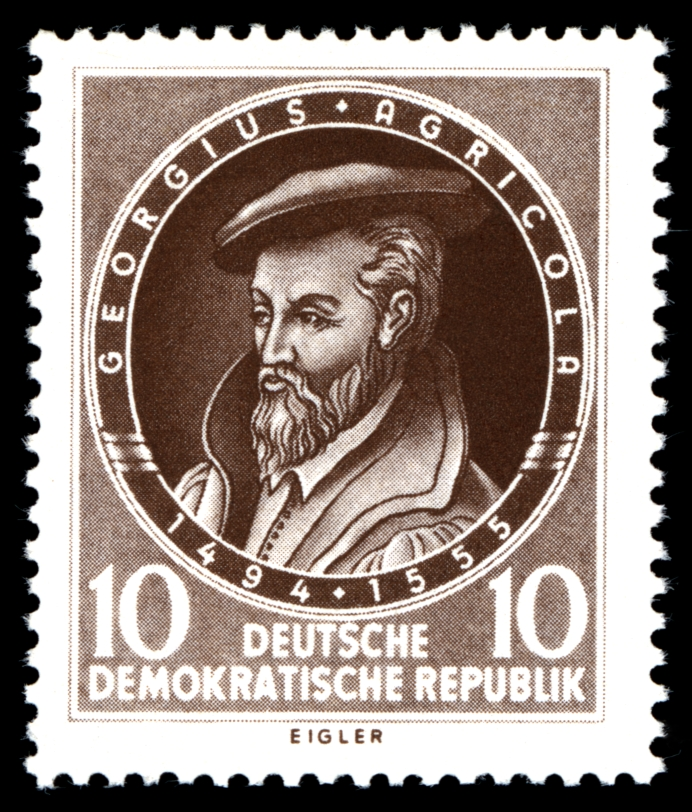
1955 Georgius Agricola Begründer der Bergbaukunde
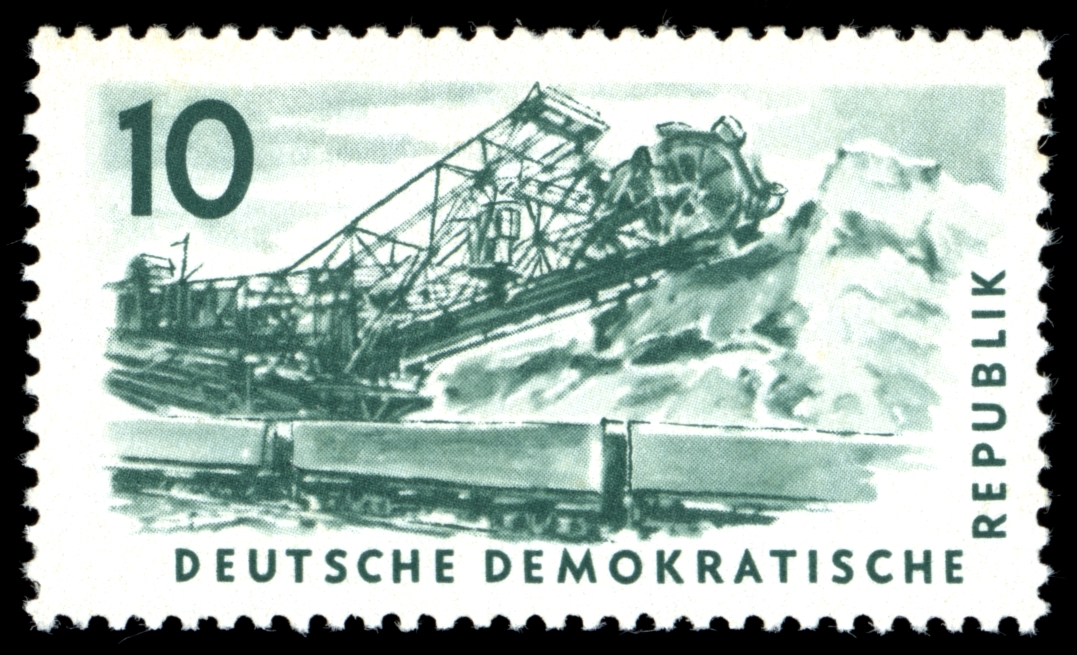
1957 Schaufelradbagger
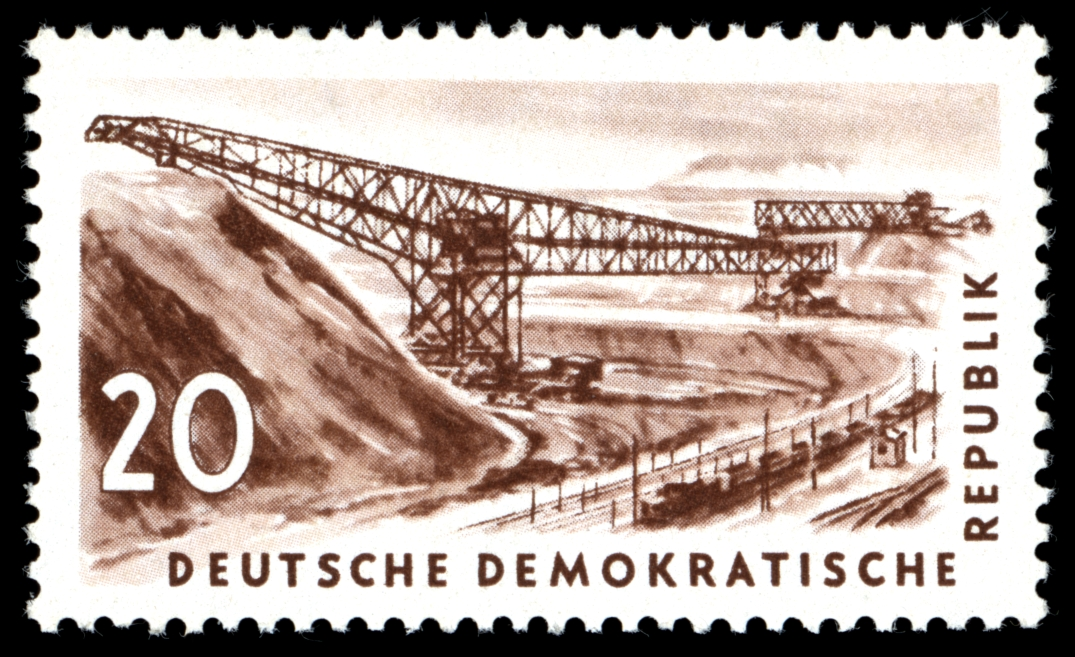
1957 Förderbrücke im Tagebau
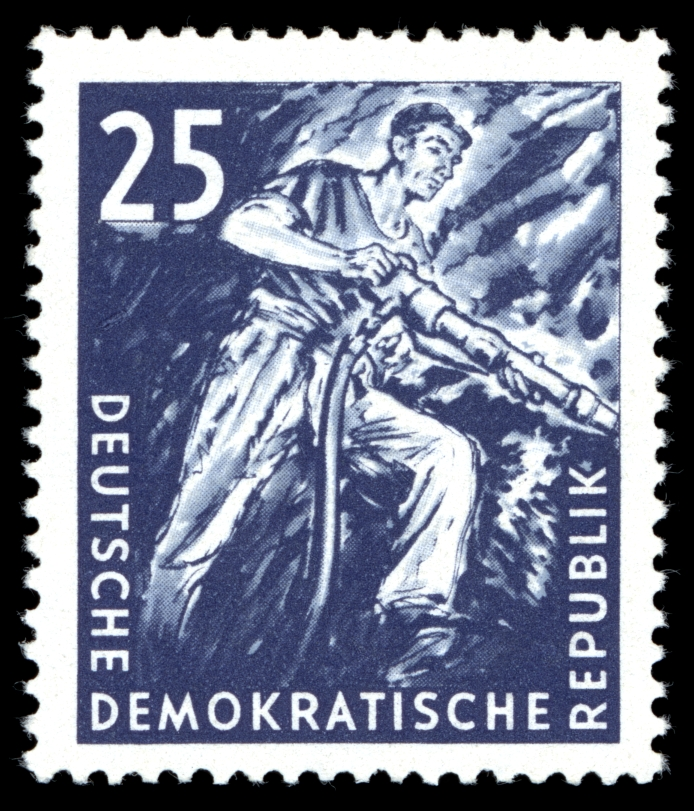
1957 Bergmann vor Ort
1968 1000 J. Harzer Bergbau

### Geologie

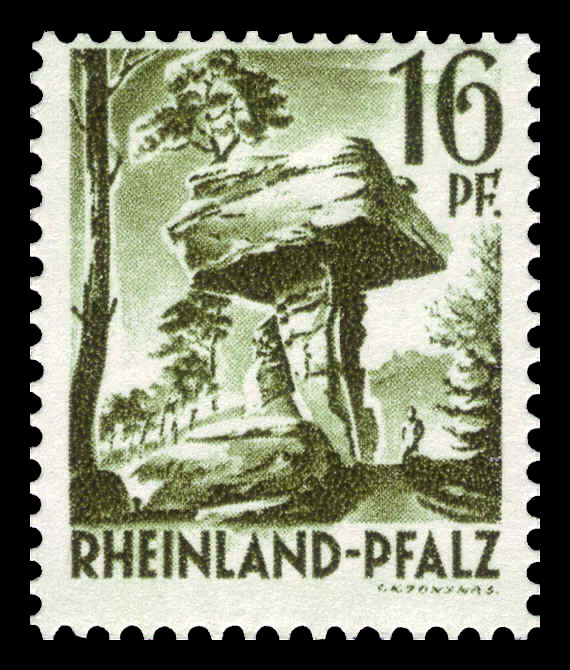
1947 Teufelstisch bei Hinterweidenthal
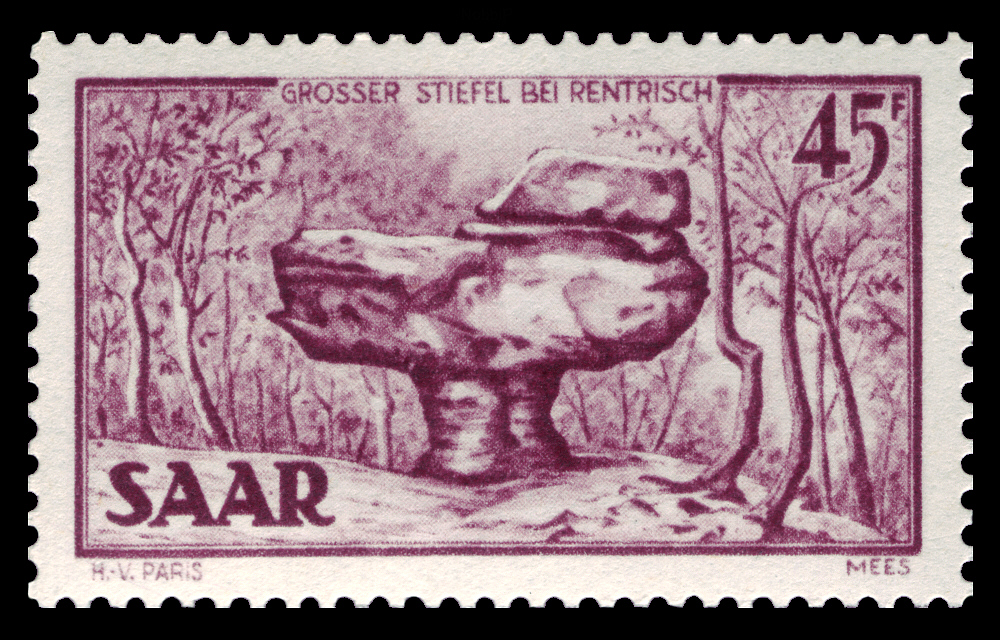
1949 Grosser Stiefel bei Rentrisch
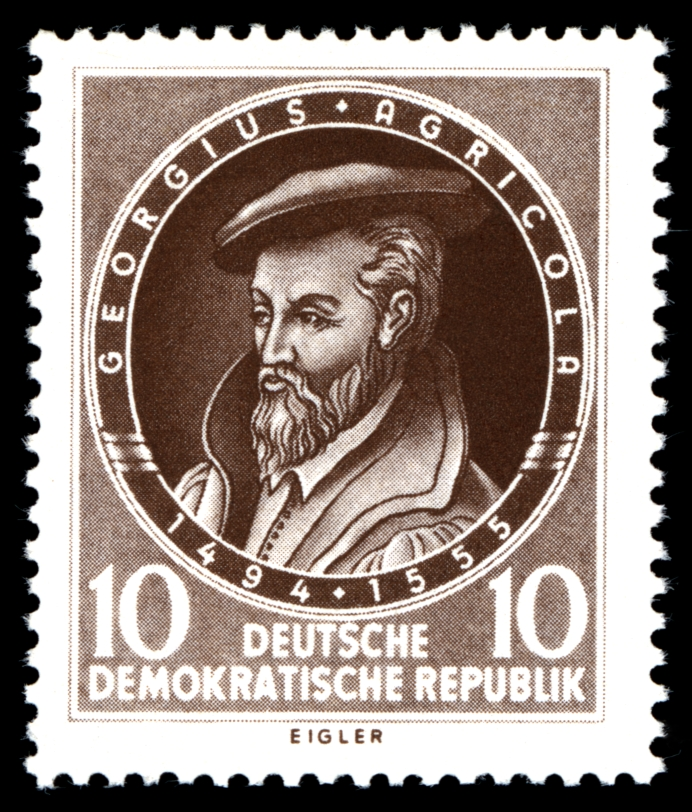
1955 Georgius Agricola
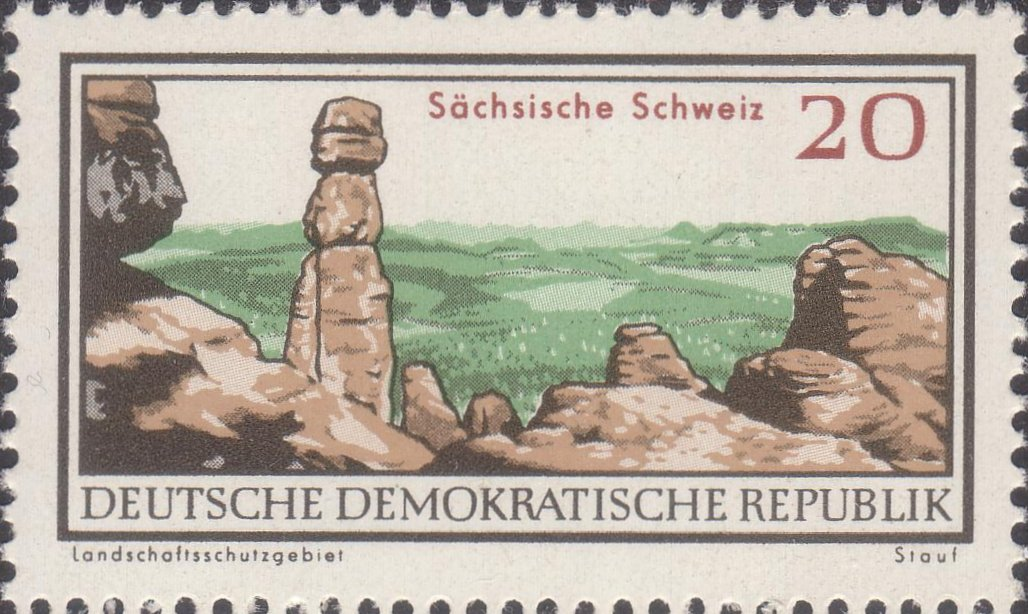
1966 Sächsische Schweiz

### Geophysik

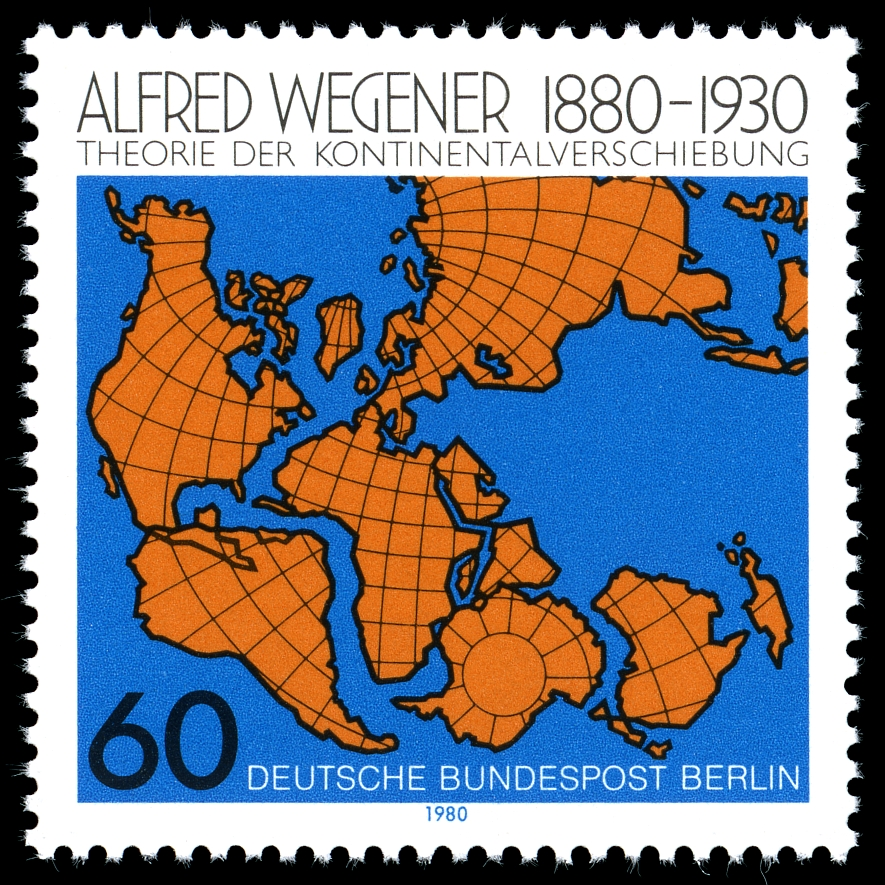
1980 Alfred Wegener Kontinentalverschiebung
1983 Tagung IUGG in Hamburg
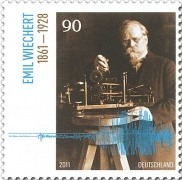
2011 Emil Wiechert

### Höhlenmalerei
- keine Ausgaben in D

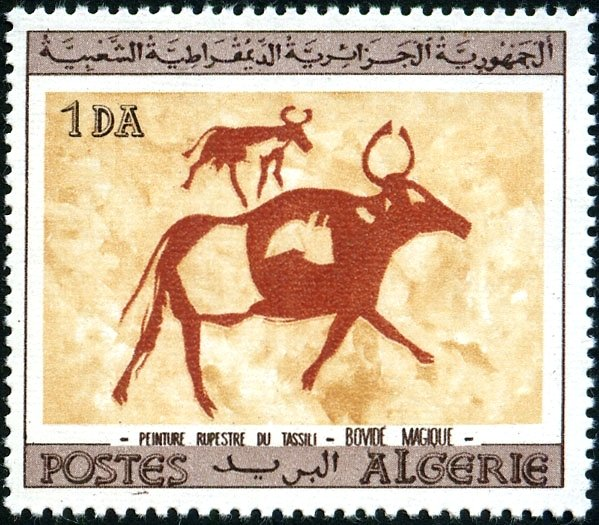
z. B. 1966 Algerien

### Paläontologie

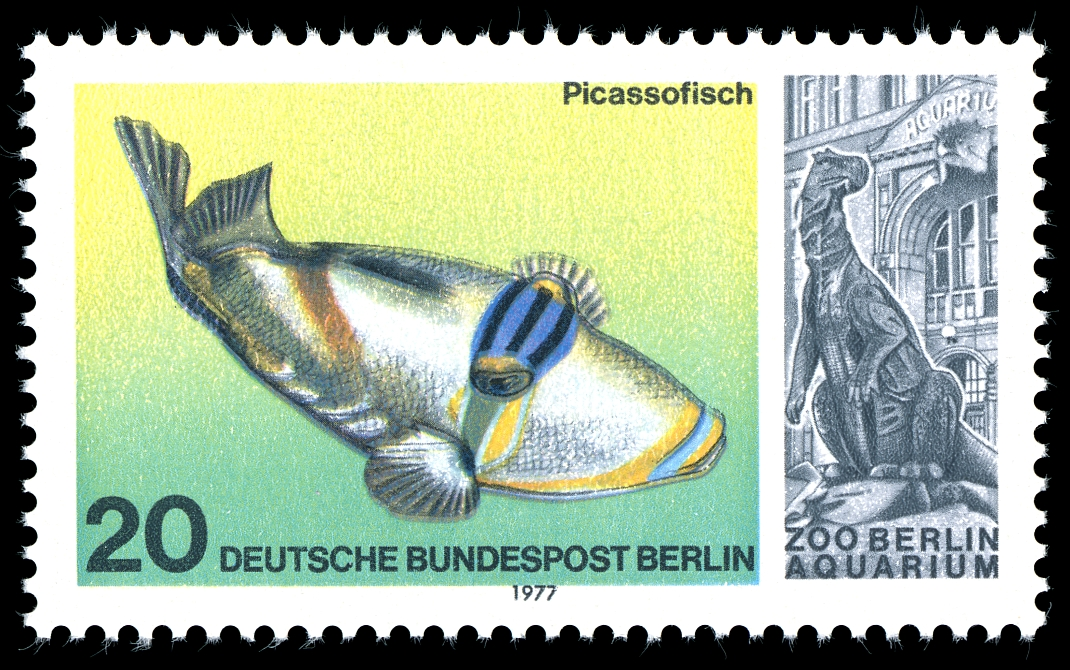
1977 Iguanodon
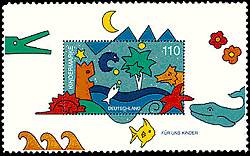
1998 Dinosaurier symbolisch
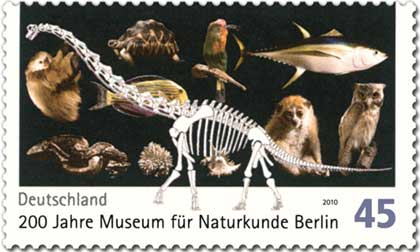
2010 Naturkundemuseum Berlin Dinosaurier

### Paläoanthropologie

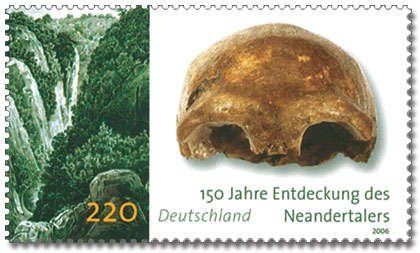
2006 Neandertaler

### Prähistorie
- keine Ausgaben in D

### Speläologie
- keine Ausgaben in D

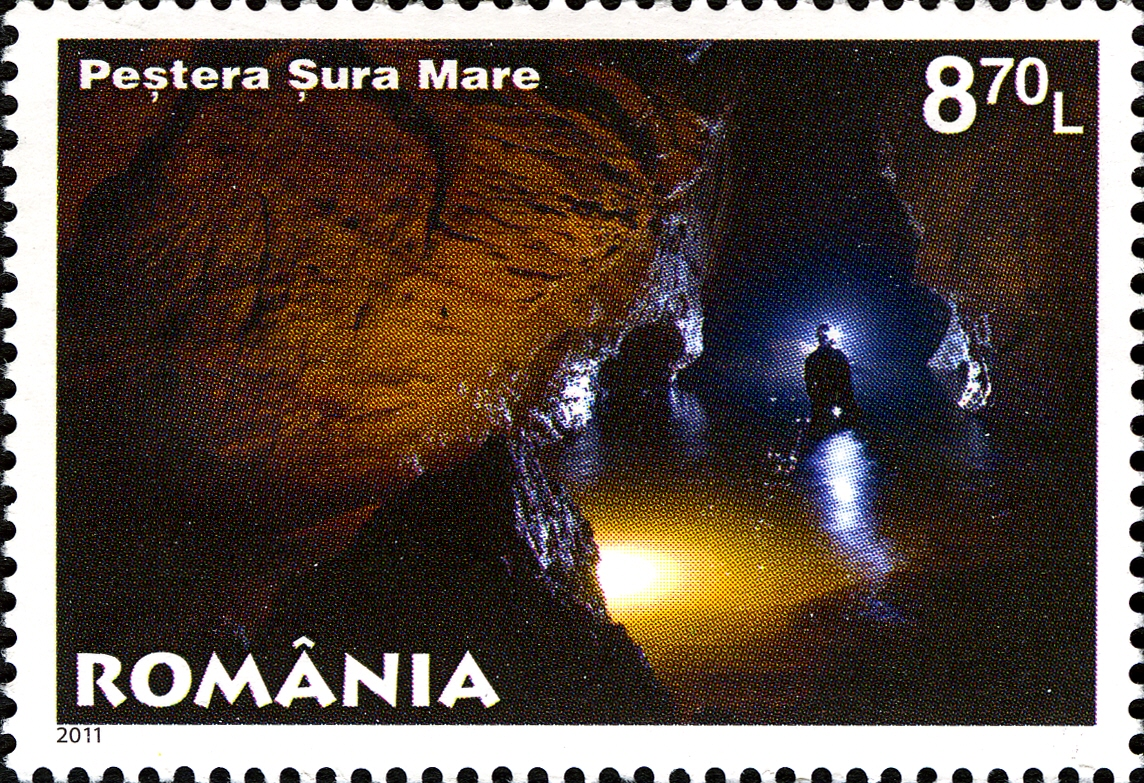
z.B 2011 Rumänien

## Belege
Zu philatelistischen Belegen zählt man Briefe (Ersttagsbriefe etc.), Karten z. B. Postkarten, Maximumkarte u. a. m.
Auch Ansichtskarten, insbesondere mit nachweislicher postalischer Beförderung zählen zu den sammelwürdigen Objekten und werden im Gebiet der Philokartie beschrieben. Auch Mischprodukte wie Numisblätter (gemeinsame Ausgabe von Marken und Münzen in einem Objekt) sind philatelistische Belege.

### Bergbau

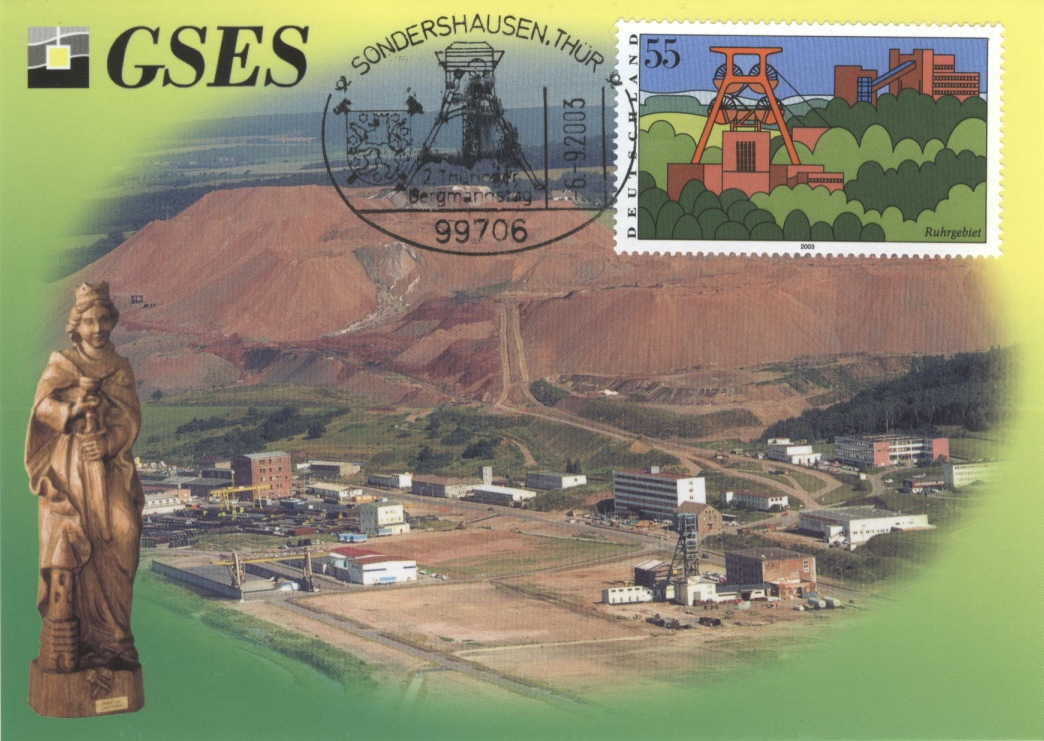
Maximumkarte Sondershausen, Kalibergwerks-Gelände

## Stempel
Von speziellem Interesse in der Philatelie sind Entwertungen von Postwertzeichen, i.a. Stempel, z. B. Ersttagsstempel, Sonderstempel etc. Auch sog. Cachets werden auf Belegen als Stempelungen mit thematischem Zusammenhang gerne verwendet, sie haben aber meistens keine direkte postalische Veranlassung.
Mit dem Thema Stempelkunde befasst sich insbesondere die Poststempelgilde. Dort werden Stempelungen nach einer Reihe von Merkmalen klassifiziert.

### Bergbau

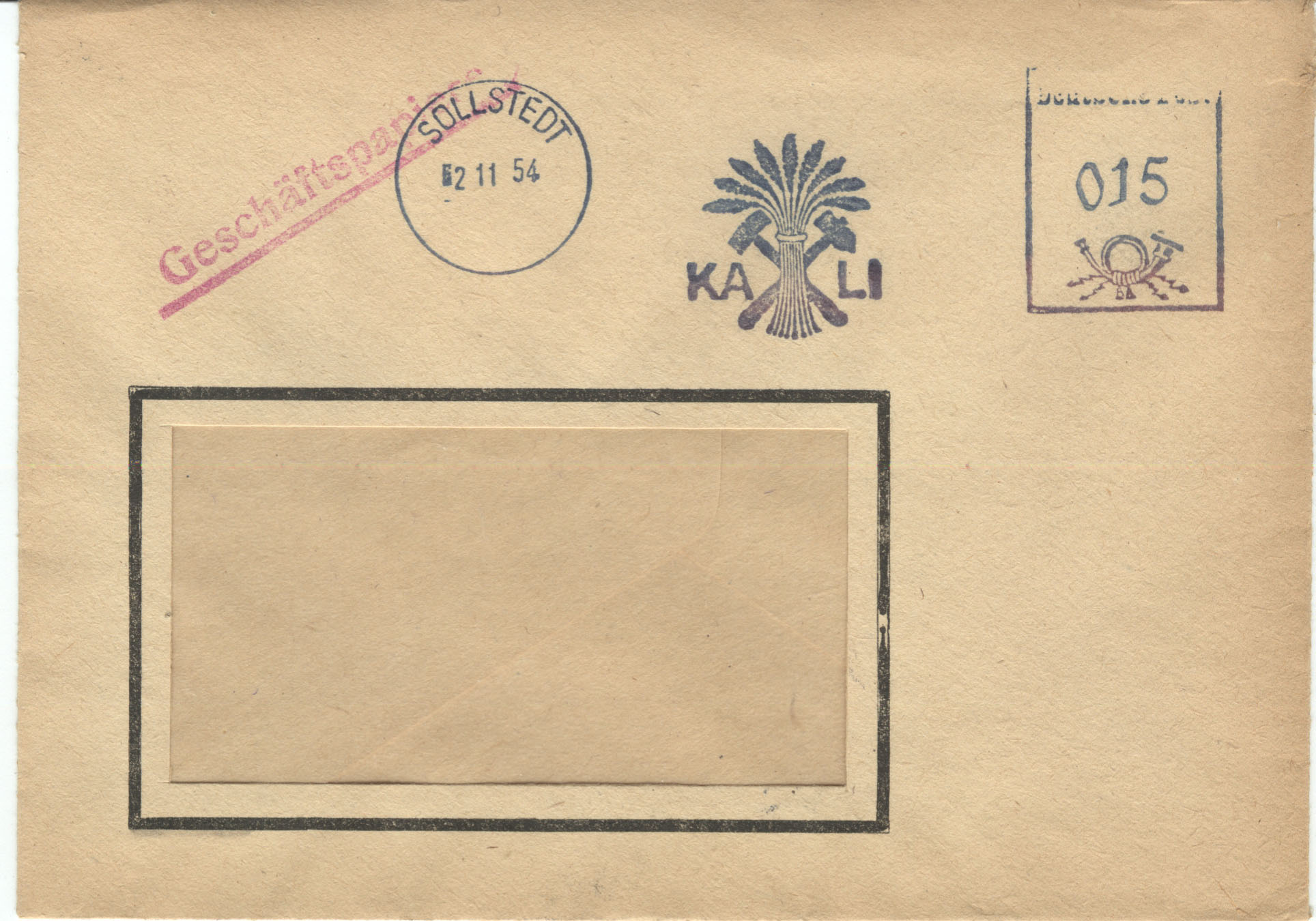
Absenderfreistempel Kalibetrieb Sollstedt

## Sonderformen und Dokumente
Weitere philatelistische Objekte sind z. B. Lochungen von Marken, postgeschichtliche Dokumente etc.